# Богановићи
Богановићи је насељено место у Босни и Херцеговини у општини Олово у Зеничко-добојском кантону које административно припада Федерацији Босне и Херцеговине. Према последњем попису становништва из 2013. у насељу је живелo 216 становника.

## Географија
Насеље се налази на надморској висини од 636 метара, површине 3,92 km², са густином насељености 55,1 становника по km².

## Историја
На подручју nасеља налази се некропола са 37 средњовековних надгробних споменика (стећака) која се налази на листи националних споменика Босне и Херцеговине.

## Становништво
| Националност       | 1971.        | 1981.         | 1991.        | 2013.        |
| Муслимани*         | 283 (99,30%) | 1285 (99,65%) | 314 (99,68%) |              |
| остали и непознато | 2 (0,702%)   | 1 (0,317%)    | 1 (0,317%)   |              |
| Укупно             | 285 (100,0%) | 286 (100,0%)  | 315 (100,0%) | 216 (100,0%) |

- Муслимани се данас углавном изјашњавају као Бошњаци.